# Aenictus pachycerus
Aenictus pachycerus é uma espécie de formiga do gênero Aenictus.